# Uwe Hermsdorf
Uwe Hermsdorf (* 21. Mai 1957) ist ein ehemaliger deutscher Fußballspieler. Für Chemie Böhlen spielte er 1978 in der DDR-Oberliga, der höchsten Spielklasse im DDR-Fußball.

## Sportliche Laufbahn
Im Alter von 18 Jahren bestritt Uwe Hermsdorf in der Saison 1975/76 seine ersten zwei Punktspiele für Chemie Böhlen in der zweitklassigen DDR-Liga. Im November 1976 wurde er für 18 Monate zum Wehrdienst in der Nationalen Volksarmee eingezogen. In dieser Zeit spielte er mit der 2. Mannschaft der Armeesportgemeinschaft (ASG) Vorwärts Plauen in der drittklassigen Bezirksliga Karl-Marx-Stadt. Nach Beendigung seines Wehrdienstes kehrte er im Mai 1978 zur BSG Chemie Böhlen zurück, die inzwischen in die Oberliga aufgestiegen war. Bereits am 13. Mai wurde er in der Oberligabegegnung Dynamo Dresden – Chemie Böhlen (7:1) als Einwechselspieler eingesetzt. Zu weiteren Einsätzen in der Oberliga kam es nicht mehr. Zur Saison 1978/79 wurde Hermsdorf als Mittelfeldspieler für Nachwuchsoberliga-Mannschaft nominiert und kam in den Punktspielen der 1. Mannschaft nicht zum Einsatz. Sein letztes Punktspiel für die 1. Mannschaft von Chemie Böhlen absolvierte Hermsdorf in der DDR-Liga-Saison 1979/80, wobei es bei diesem einen Einsatz blieb. Danach tauchte er nicht mehr im DDR-weiten Ligenbetrieb auf.